# Прогресс М-40
Прогресс М-40 — транспортный грузовой космический корабль (ТГК) серии «Прогресс», запущен к орбитальной станции «Мир». Серийный номер 239.

## Цель полёта
Доставка на орбитальную станцию (ОС) более 2500 килограммов различных грузов, в числе которых топливо, запас кислородной смеси, средства индивидуальной защиты, посылки для членов экипажа. Доставка на ОС аппаратуры для эксперимента «Флагман» и первую партию французской научной аппаратуры, предназначенную для 4-месячного полёта французского космонавта Жан-Пьера Эньера.

## Хроника полёта
- 25.10.1998, в 07:14:57 (MSK), (04:14:57 UTC) — запуск с космодрома Байконур;
- 28.10.1998, в 02:03:24 (MSK), (27 октября 23:03:24 UTC) — осуществлена стыковка с ОС «Мир» к стыковочному узлу на агрегатном отсеке служебного модуля «Квант». Процесс сближения и стыковки проводился в автоматическом режиме;
- 04.02.1999, в 12:59:32 (MSK), (09:59:32 UTC) — ТГК отстыковался от ОС «Мир» и отправился в автономный полёт.

Перед отделением ТГК от ОС космонавты смонтировали на его стыковочном шпангоуте крупномасштабную пленочную конструкцию, установку «Знамя-2,5», которая должна была развернуться после отхода грузового корабля.

## Перечень грузов
Суммарная масса всех доставляемых грузов: 2551,9 кг

## Научная работа
Научный эксперимент получил название «Знамя-2,5». Цель эксперимента заключалась в получении пятна отраженного солнечного света на земной поверхности. В люке стыковочного узла ТГК находился сложенный «солнечный парус» — плёночный отражатель диаметром 25 м, и необходимая для его раскрытия аппаратура. Развертывание отражателя на ТГК состоялось 4 февраля 1999 года, через 1,5 часа после его расстыковки от ОС. Запланированная продолжительность эксперимента около 24 часов. За это время орбитальная станция и ТГК должны были совершить 16 оборотов вокруг Земли. Однако эксперимент был досрочно прекращён из-за ошибки в автоматической программе управления транспортным кораблём, поэтому команда на открытие антенны не была блокирована. В результате, полотнище отражателя зацепилось за открытую антенну системы Курс. Запланированный отстрел «космического зеркала» от ТГК не производился, так как это могло помешать нормальному сходу ТГК с орбиты. Эксперимент «Знамя-2,5» по освещению участков Земли с помощью «солнечного паруса» потерпел поражение. Солнечный зайчик пустить не удалось потому, что Задача по подсветке заданных областей земной поверхности не была выполнена.

## Интересные факты
Если бы научный эксперимент удался, то результаты могли бы сразу наблюдать не только специалисты, но и живущие на Земле люди.